# Xương lệ
Xương tuyến nước mắt là phần xương nhỏ nhất và dễ vỡ nhất trên khuôn mặt, có kích thước chỉ bằng một móng tay. Nó nằm ở trước hốc mắt.